# Deutsche Jugend in der Ukraine

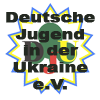
Logo der DJU

Die Deutsche Jugend in der Ukraine e.V. (DJU, ukr. Німецька молодь в Україні, russ. Немецкая молодёжь в Украине) ist ein gesamtukrainischer, nicht kommerziell ausgerichteter Dachverband deutschstämmiger Jugendlicher und Jugendclubs in der Ukraine mit Sitz in Kiew. Sie vertritt mehr als 24 Jugendorganisationen der deutschen Minderheit und wird seit 2012 von Oleg Finger geleitet.

## Ziele
Die DJU fördert die Integration deutschstämmiger Jugendlicher in der Ukraine und die Entwicklung und Verbreitung der deutschen Sprache und Kultur. Der Verband unterstützt die sozialen, wirtschaftlichen, kulturellen und geistigen Interessen seiner Mitglieder und möchte die deutsch-ukrainischen Beziehungen verbessern.

## Tätigkeiten
Die DJU organisiert verschiedene Projekte zur Förderung des kulturellen Austauschs und der europäischen Integration. Dabei wird sie von der deutschen Mittlerorganisation Gesellschaft für Internationale Zusammenarbeit (GIZ) über den Fonds Gesellschaft für Entwicklung (GfE) und dem ukrainischen Bildungsministerium unterstützt. Von 2003 bis 2011 wurden mit Unterstützung der GfE 33 Projekte für Jugendliche durchgeführt, unter anderem Konferenzen, Radtouren und Sprachlager.